# Sex Addiction
Pour plus de détails, voir Fiche technique et Distribution.
Sex Addiction (Zipper) est un drame américain réalisé par Mora Stephens.

## Synopsis
Sam Ellis est un procureur fédéral à l'aube d'un avenir politique brillant. Mais ce qui était censé être une expérience unique avec une escorte haut de gamme tourne à une dépendance de plus en plus forte. Son nouveau démon menace de détruire sa vie, sa famille et sa carrière.

## Fiche technique
- Titre français : Sex Addiction
- Titre original : Zipper
- Titre québécois : Folie du sexe
- Réalisation : Mora Stephens
- Scénario : Mora Stephens, Joel Viertel
- Décors : Gretchen Gattuso, Deanna Simmons
- Costumes : Shauna Leone
- Photographie : Antonio Calvache
- Musique : H. Scott Salinas
- Casting : Deborah Aquila, Tricia Wood, Lisa Zagoria
- Montage : Jessica Brunetto, Joel Viertel
- Production : Marina Grasic, Mark Heyman, Amy Mitchell-Smith, Joel Viertel, R. Bryan Wright
- Sociétés de production : 33 Pictures, Cargo Entertainment, Protozoa Pictures
- Budget : 4,5 millions de dollars
- Format : Couleur
- Pays d'origine :  États-Unis
- Langue originale : anglais
- Genre : Drame, Thriller
- Durée : 103 minutes
- Date de sortie : 
  -  États-Unis : 27 janvier 2015 (festival du film de Sundance 2015)

## Distribution
- Patrick Wilson (VF : Alexis Victor) : Sam Ellis
- Lena Headey (VF : Laurence Bréheret) : Jeannie Ellis
- Dianna Agron (VF : Nathalie Bienaimé) : Dalia
- Alexandra Breckenridge (VF : Marie Nonnenmacher) : Christy
- Elena Satine (VF : Diane Kristanek) : Ellie Green
- Ray Winstone (VF : Frédéric Souterelle) : Coaker
- Richard Dreyfuss (VF : Michel Papineschi) : George Hiller
- Penelope Mitchell (VF : Justine Berger) : Laci
- John Cho (VF : Charles Mendiant) : EJ
- Billy Slaughter (en) : l'aide de Sam
- Christopher McDonald (VF : Philippe Roullier) : Peter Kirkland

 Source et légende : version française (VF) sur RS Doublage

## Nominations
- Présentation au Festival du film de Sundance 2015